# Noriaki Ishizawa
Noriaki Ishizawa (石澤 典明 Ishizawa Noriaki?), född 25 maj 1985 i Hyōgo prefektur, är en japansk före detta fotbollsspelare.
Ishizawa började sin karriär 2004 i Vissel Kobe. 2006 flyttade han till MIO Biwako Kusatsu. Han avslutade karriären 2010.